# Moisés Caicedo
Moisés Isaac Caicedo Corozo (ur. 2 listopada 2001 w Santo Domingo) – ekwadorski piłkarz występujący na pozycji defensywnego lub środkowego pomocnika w angielskim klubie Chelsea oraz w reprezentacji Ekwadoru. Wychowanek Independiente del Valle, w swojej karierze występował także w Beerschot oraz Brighton & Hove Albion.